# 가평종합운동장
가평종합운동장(加平綜合運動場, Gapyeong Sports Complex)은 대한민국 경기도 가평군에 있는 스포츠 시설이다. 인조잔디 필드와 우레탄 트랙이 갖춰진 다목적 경기장이며, 1993년 12월에 준공되었다.

## 참고 문헌
- “가평종합운동장”. 가평군시설관리공단. 2016년 3월 20일에 원본 문서에서 보존된 문서. 2020년 8월 9일에 확인함.
- 〈가평종합운동장〉. 《두피디아》. 두산.
- 《2019년 전국 공공체육시설 현황 (2018년말 기준)》. 대한민국 문화체육관광부. 2020.
- 《2021년 전국 공공체육시설 현황(2020년말 기준)》. 대한민국 문화체육관광부. 2022.
- 《2023 전국 공공체육시설 현황 (2022년 12월말 기준)》. 대한민국 문화체육관광부. 2024.

## 같이 보기
- 가평종합운동장 희망경기장